# Anderssonskans Kalle
Anderssonskans Kalle är en litterär figur, som är titelfigur i en bok av Emil Norlander från 1901, och i filmer och serier baserade på den. Han är en busig pojke som växer upp på Lutternsgatan, nuvarande Kungsgatan, på Norrmalm i Stockholm.
I flera filmatiseringar så har Kalles hemmiljö, som i verkligheten försvann redan på 1910-talet, flyttats till Yttersta Tvärgränd på Södermalm.